# Abzweigstelle

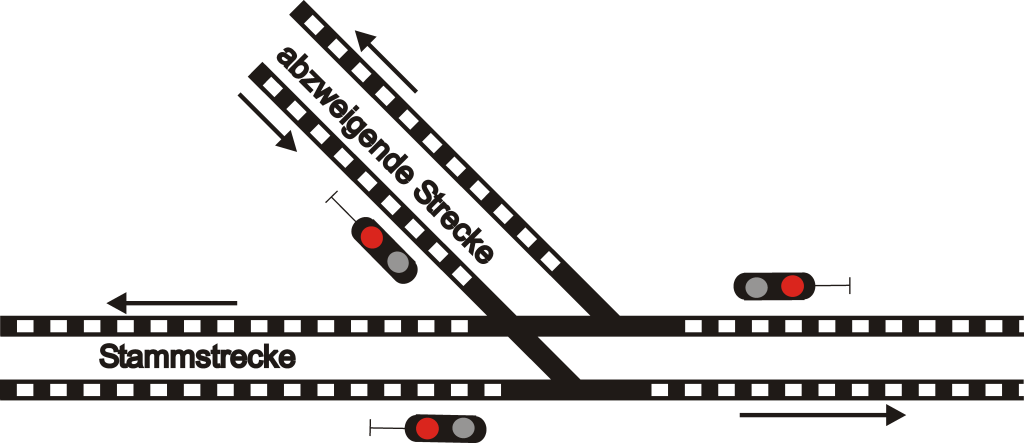
Beispiel einer Abzweigstelle an einer zweigleisigen Strecke mit zwei Weichen, einer Kreuzung und drei Hauptsignalen (Blocksignale)

Eine Abzweigstelle, auch Abzweigung oder Abzweig genannt und Abzw abgekürzt, ist eine Betriebsstelle der Eisenbahn der freien Strecke, wo Züge auf eine andere Eisenbahnstrecke übergehen können. Sie begrenzt mehrere Blockstrecken und ist damit auch eine Blockstelle. Ist eine Abzweigstelle örtlich mit einem Haltepunkt verbunden, wird sie auch Haltestelle genannt; Bahnhöfe, die an oder in der Nähe einer Abzweigstelle liegen, als Trennungsbahnhof bezeichnet.
Die durchgehende Strecke, von der die abzweigende Strecke abzweigt, wird Stammstrecke genannt. Je nachdem, ob die Stammstrecke und/oder die abzweigende Strecke ein- oder zweigleisig sind, benötigt man an einer Abzweigstelle unterschiedlich viele Weichen und/oder Kreuzungen. Wenn es auf dieser Betriebsstelle lediglich Weichenverbindungen zwischen den Streckengleisen gibt und keine weitere Strecke abzweigt, so handelt es sich um eine Überleitstelle.
An einer Abzweigstelle kann sich ein Stellwerk befinden, das von einem Fahrdienstleiter bedient wird. Im Stellbereich moderner Stellwerke sind Abzweigstellen in der Regel von einem benachbarten Zentralstellwerk aus ferngestellt oder ferngesteuert. Eine Abzweigstelle wird durch ihre Blocksignale begrenzt.

## Übersicht
In dem einfachsten Fall, in dem zwei Strecken an einer Kreuzung zusammentreffen, reicht eine relativ schlichte Anordnung der Gleise aus, um Züge von einer Strecke auf die andere umsteigen zu lassen. Kompliziertere Kreuzungen sind erforderlich, damit die Züge nach der Einfahrt in die neue Strecke in beide Richtungen fahren können, z. B. durch eine dreieckige Gleisanordnung. Im letzteren Fall können die drei Punkte des Dreiecks unterschiedliche Namen erhalten, z. B. nach Himmelsrichtungen oder dem Namen des Zielortes.
Die Kapazität der Abzweigstellen begrenzt die Kapazität eines Eisenbahnnetzes stärker als die Kapazität einzelner Eisenbahnstrecken. Dies gilt umso mehr, je größer die Netzdichte ist. Maßnahmen zur Verbesserung von Abzweigstellen sind oft sinnvoller als der Bau neuer Strecken. Die Kapazität eines Abzweigstelle kann durch verbesserte Signalisierungsmaßnahmen, durch den Bau von Weichen, die für höhere Geschwindigkeiten geeignet sind, oder durch die Umwandlung von höhengleichen in höhenfreien Abzweigstellen erhöht werden, bei denen die Gleise niveaugleich getrennt sind, so dass ein Gleis über oder unter einem anderen hindurchführt.  Bei komplizierteren Abzweigstellen können solche Baumaßnahmen schnell sehr teuer werden, insbesondere wenn der Platz durch Tunnel, Brücken oder innerstädtische Gleise begrenzt ist.

## Länder

### Vereinigtes Königreich
Im Vereinigten Königreich ist es üblich, dass der Knotenpunkt nach dem nächsten Bahnhof auf der Strecke benannt wird, so liegt z. B. die Yeovil Junction an der Fernbahnstrecke südlich von Yeovil. Häufig werden an solchen Orten Züge zusammengestellt und getrennt, für Güterzüge dienen sogenannte Marshaling Yards (In den USA: Classification Yards) einem ähnlichen Zweck.

## Liste von Abzweigstellen

### Deutschland
Im Folgenden eine Liste von Abzweigstellen auf deutschen Schnellfahrstrecken mit der Angabe der maximalen Geschwindigkeit. Die Daten sind aus dem Projekt OpenRailwayMap entnommen.
| Stammstrecke                                            | Abzweigende Strecke                                                                   | Name der Abzweigstelle            | Geschwindigkeit Stammstrecke | Geschwindigkeit abzweigende Strecke | Bemerkung |
| ------------------------------------------------------- | ------------------------------------------------------------------------------------- | --------------------------------- | ---------------------------- | ----------------------------------- | --- |
| Schnellfahrstrecke Hannover–Würzburg (1733)             | Hildesheimer Schleife (1774)                                                          | Abzweig Sorsum                    | 280 km/h                     | 130 km/h                            | Überleitweiche ebenfalls mit 130 km/h |
| Schnellfahrstrecke Hannover–Würzburg (1733)             | Nördliche (1816) und Südliche (1817) Verbindungskurve zur Hannöversche Südbahn (1732) | Abzweig Edesheim                  | 280 km/h                     | 100 km/h                            | Überleitweiche ebenfalls mit 100 km/h |
| Schnellfahrstrecke Hannover–Würzburg (1733)             | Main-Weser-Bahn (3900)                                                                | Abzweig Kassel-Oberzwehren        | 180 km/h                     | 100 km/h                            | Überleitweiche ebenfalls mit 100 km/h |
| Schnellfahrstrecke Hannover–Würzburg (1733)             | Bahnstrecke Frankfurt–Göttingen (3600)                                                | Abzweig Fulda SFS Nord            | 200 km/h                     | 100 km/h                            | |
| Schnellfahrstrecke Hannover–Würzburg (1733)             | Bahnstrecke Frankfurt–Göttingen (3600)                                                | Abzweig Fulda Bronnzell           | 200 km/h                     | 130 km/h                            | Weichenverbindung zum Regelgleis nach Fulda nur mit 100 km/h |
| Schnellfahrstrecke Hannover–Würzburg (1733)             | Bahnstrecke Flieden–Gemünden (3825)                                                   | Abzweig Rieneck Sinnberg          | 280 km/h                     | 100 km/h                            | Überleitweiche ebenfalls mit 100 km/h |
| Schnellfahrstrecke Köln–Rhein/Main (2690)               | Flughafenschleife Köln (2691)                                                         | Abzweig Porz-Wahn Süd             | 200 km/h                     | 130 km/h                            | Überleitweiche ebenfalls mit 130 km/h |
| Schnellfahrstrecke Köln–Rhein/Main (2690)               | Bahnstrecke Breckenheim–Wiesbaden (3509)                                              | Abzweig Breckenheim               | 300 km/h                     | 160 km/h                            | Die Weichen auf der Schnellfahrstrecke sind für 160 km/h ausgelegt, die Verbindungskurve zum Regelgleis nach Bahnhof Limburg Süd ist jedoch nur mit 150 km/h trassiert. |
| Schnellfahrstrecke Köln–Rhein/Main (2690)               | Bahnstrecke Raunheim Caltex–Raunheim Brunnenschneise (3627)                           | Abzweig Raunheim Caltex           | 300 km/h                     | 100 km/h                            | Überleitweiche ebenfalls mit 100 km/h |
| Schnellfahrstrecke Köln–Rhein/Main (2690)               | Bahnstrecke Raunheim Mönchwald–Raunheim Mönchhof (3539)                               | Abzweig Mönchshof                 | 220 km/h                     | 130 km/h                            | Überleitweiche ebenfalls mit 130 km/h |
| Schnellfahrstrecke Mannheim–Stuttgart (4080)            | Bahnstrecke Waghäusel Saalbach–Graben-Neudorf (4082)                                  | Abzweigstelle Saalbach            | 280 km/h                     | 200 km/h                            | schnellste Abzweigstelle in Deutschland. |
| Schnellfahrstrecke Mannheim–Stuttgart (4080)            | Bahnstrecke Bruchsal Rollenberg–Ubstadt-Weiher (4083)                                 | Abzweigstelle Bruchsal Rollenberg | 280 km/h                     | 160 km/h                            | Die Weichen auf der Schnellfahrstrecke sind für 160 km/h ausgelegt, die Verbindungskurve zum Regelgleis nach Stuttgart ist jedoch nur mit 150 km/h trassiert.           |
| Schnellfahrstrecke Mannheim–Stuttgart (4080)            | Bahnstrecke Bruchsal Rollenberg–Bruchsal Nord (4085)                                  | Abzweigstelle Bruchsal Rollenberg | 280 km/h                     | 100 km/h                            | Überleitweiche mit 100 km/h |
| Schnellfahrstrecke Stuttgart–Ulm (4813)                 | Güterzuganbindung (4615)                                                              | Abzweig Wendlingen Rübholz        | 250 km/h                     | 100 km/h                            | eingleisige Anbindung innerhalb des Albvorlandtunnels ohne Überleitverbindung zum Regelgleis Richtung Wendlingen                                                        |
| Schnellfahrstrecke Leipzig/Halle–Erfurt–Nürnberg (5919) | Bahnstrecke Planena–Halle-Ammendorf (6394)                                            | Abzweigstelle Halle-Planena       | 300 km/h                     | 160 km/h                            | Abzweig befindet sich auf der Saale-Elster-Talbrücke |
| Schnellfahrstrecke Leipzig/Halle–Erfurt–Nürnberg (5919) | Verbindungskurve Dörfles-Esbach (5126)                                                | Abzweig Esbacher See              | 300 km/h                     | 100 km/h                            | Überleitweiche mit 130 km/h |
| Schnellfahrstrecke Leipzig/Halle–Erfurt–Nürnberg (5919) | Verbindungskurve Niederfüllbach (5125)                                                | Abzweig Weißenbrunn am Forst      | 250 km/h                     | 100 km/h                            | Überleitweiche mit 130 km/h |
| Schnellfahrstrecke Nürnberg–Ingolstadt (5934)           | Bahnstrecke Regensburg–Nürnberg (5850)                                                | Abzweig Nürnberg-Reichswald       | 200 km/h                     | 130 km/h                            | Überleitweiche mit 100 km/h |
| Schnellfahrstrecke Hannover–Berlin (6185)               | Bahnstrecke Berlin–Lehrte (6107)                                                      | Abzweig Nahrstedt                 | 250 km/h                     | 160 km/h                            | Beginn der Südumfahrung von Stendal, Überleitweiche mit 160 km/h |
| Schnellfahrstrecke Hannover–Berlin (6185)               | Bahnstrecke Berlin–Lehrte (6107)                                                      | Abzweig Staffelde                 | 250 km/h                     | 130 km/h                            | Ende der Südumfahrung von Stendal, Überleitweiche mit 130 km/h |
| Schnellfahrstrecke Hannover–Berlin (6185)               | Bahnstrecke Berlin–Lehrte (6107)                                                      | Abzweig Bamme                     | 200 km/h                     | 120 km/h                            | Beginn Ausbaustrecke im Trappenschutzgebiet, Überleitweiche mit 120 km/h                                                                                                |
| Schnellfahrstrecke Hannover–Berlin (6185)               | Bahnstrecke Berlin–Lehrte (6107)                                                      | Abzweig Ribbeck                   | 200 km/h                     | 120 km/h                            | Ende Ausbaustrecke im Trappenschutzgebiet, Überleitweiche mit 120 km/h                                                                                                  |